# Deportación de inmigrantes bajo la segunda presidencia de Donald Trump
La deportación masiva de inmigrantes en Estados Unidos fue propuesta e iniciada durante la segunda presidencia de Donald Trump. El expresidente planteó utilizar las fuerzas armadas, agencias federales como ICE y cuerpos de policía locales para expulsar al menos a 11 millones de inmigrantes en situación irregular que residen en el país. Gran parte del plan ha sido adaptado del Proyecto 2025, impulsado por la Fundación Heritage.
Durante los primeros 50 días de su gobierno, del 20 de enero al 10 de marzo, ICE realizó 32.809 arrestos, según datos oficiales. Además, 37.660 personas, muchas de ellas latinas, fueron deportadas durante el primer mes de su administración.

## Antecedentes

### Leyes de Extranjería y Sedición
Las Leyes de Extranjería y Sedición fueron adoptadas por el Congreso de los Estados Unidos en 1798, durante la Cuasi-Guerra, y permitían la detención y deportación de personas sin ciudadanía en tiempos de guerra. La ley fue utilizada para la detención y deportación desde su adopción, incluso durante la guerra anglo-estadounidense de 1812 por James Madison contra los ingleses, durante la Primera Guerra Mundial por Woodrow Wilson contra las Potencias Centrales y durante la Segunda Guerra Mundial por Franklin D. Roosevelt contra alemanes, italianos y japoneses, incluidos los japoneses estadounidenses.

### Ley de Exclusión China
Muchos inmigrantes chinos entraron a Estados Unidos huyendo de las guerras de los clanes Punti-Hakka que se saldaron con hasta un millón de víctimas. Estos inmigrantes fueron los principales trabajadores que completaron el primer ferrocarril transcontinental de Estados Unidos y eran los preferidos por las compañías ferroviarias. El sentimiento antichino aumentó entre los estadounidenses blancos, quienes creían que los trabajadores chinos les estaban quitando sus puestos de trabajo. Este sentimiento resultó en la masacre de chinos de Los Ángeles, el linchamiento más grande documentado en la historia de los Estados Unidos, y en la muerte del diez por ciento de la población china en Los Ángeles. En 1882, Estados Unidos adoptó la Ley de Exclusión China, que prohibía la inmigración china durante diez años y exigía que los ciudadanos chinos residentes estuvieran debidamente documentados. La ley, que prohibía legalmente la inmigración china hasta que fue derogada en 1943, sentó un precedente para la política de inmigración de Estados Unidos, cuyas leyes futuras se basarían en la raza.

### Operation Wetback

La Patrulla Fronteriza trasladando a inmigrantes mexicanos en camiones para su deportación durante la Operation Wetback, junio de 1954

El programa Operation Wetback fue implementado en mayo de 1954 por Herbert Brownell, el Fiscal general de los Estados Unidos. La iniciativa utilizó tácticas de búsqueda y captura discutibles para combatir y dificultar el cruce de la frontera y la residencia irregular en Estados Unidos por nacionales de México. Como la mayoría de los alimentos y otros productos de México debían exportarse, se produjo escasez, y los mexicanos comenzaron a ingresar a Estados Unidos tanto legal como irregularmente. La operación fue promovida principalmente por coaliciones de empresarios y agricultores, quienes tenían preocupaciones laborales, y gubernamentales sobre una frontera que era extremadamente difícil de vigilar. En total, durante el operativo se llevaron a cabo alrededor de 1 millón a 1.3 millones de deportaciones de mexicanos y otros indocumentados.

### Política de inmigración

#### Presidencia de Donald Trump

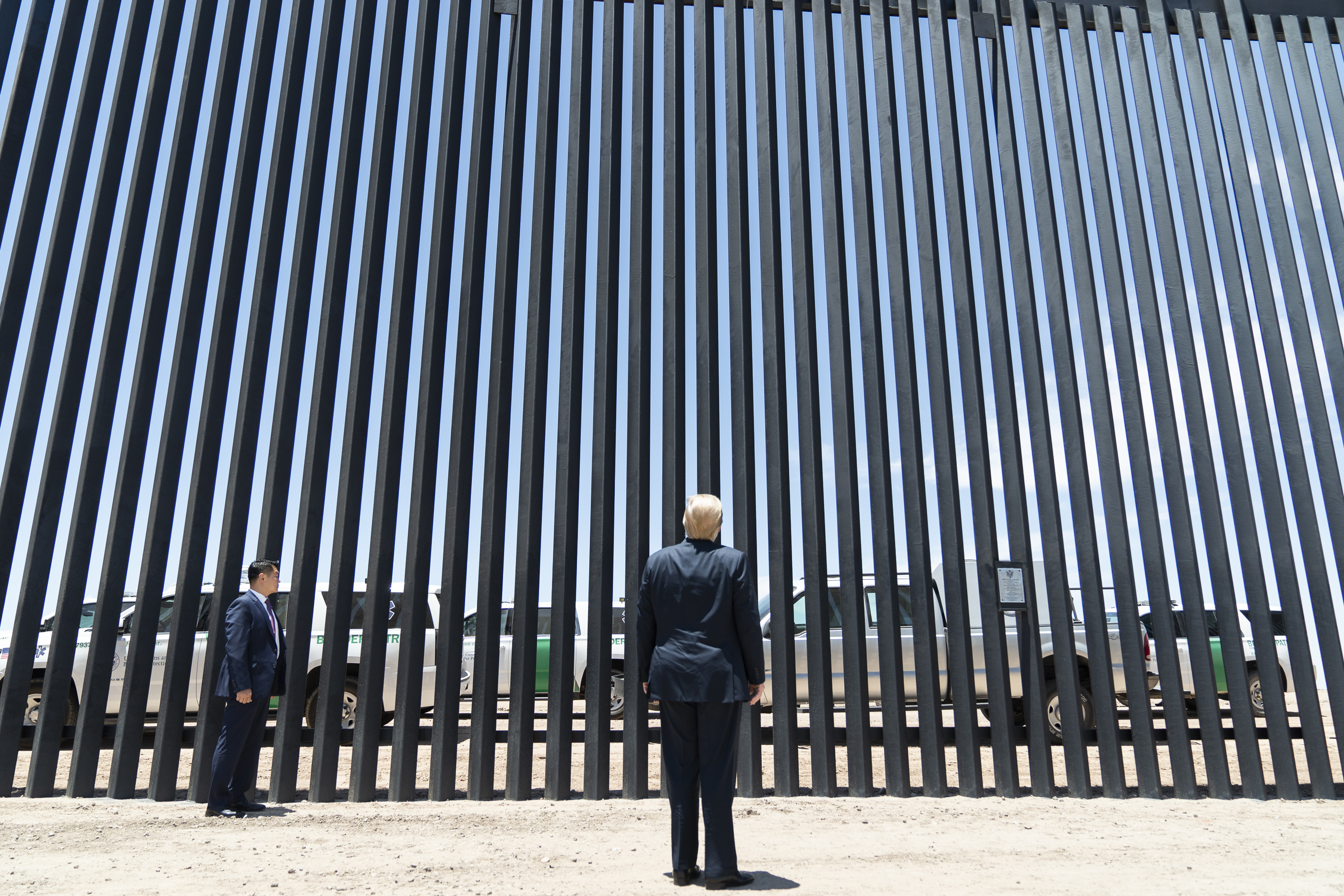
Donald Trump en una sección del muro fronterizo cerca de Yuma, Arizona, junio de 2020.

Donald Trump fue un crítico frecuente de la inmigración irregular a los Estados Unidos y transformó estas opiniones en políticas antes y durante su primera presidencia. Trump catalogó a los inmigrantes mexicanos irregulares como «corruptos, delincuentes y violadores» en un discurso que realizó para presentar su candidatura como futuro presidente de Estados Unidos, indicando además su deseo de construir un muro entre las fronteras de Estados Unidos y México, que tendría que ser pagado por este último.
Días después de asumir el cargo, Donald Trump firmó la Orden Ejecutiva 13769, que prohibía la inmigración de personas de siete países principalmente musulmanes y solicitó una mayor vigilancia biométrica de quienes ingresaban a Estados Unidos. El prometido muro de Trump, una parte fundamental de la plataforma de su campaña en las elecciones de 2016, se construyó como una prolongación del muro fronterizo Estados Unidos-México (el cual había comenzado durante la presidencia de Bill Clinton. Estados Unidos construyó nuevas barreras a lo largo de 455 millas (732,2 km), 49 millas (78,9 km) de los cuales anteriormente no había barrera.

#### Proyecto 2025
Gran parte del funcionamiento propuesto ha sido adoptado del Proyecto 2025 de la Fundación Heritage. Stephen Miller, un importante colaborador del Proyecto 2025, comparó una operación de deportación masiva con la escala de la construcción del Canal de Panamá, diciendo que la Guardia Nacional de los estados liderados por republicanos sería enviada a los estados liderados por demócratas para hacer cumplir las deportaciones, mientras que se establecerían campos de concentración para retener a los detenidos hasta que sean deportados. El Proyecto 2025 también pidió otorgar a las autoridades la capacidad de detener a inmigrantes irregulares en cualquier lugar de los Estados Unidos sin necesidad de una orden judicial.

## Historia

### Anuncios

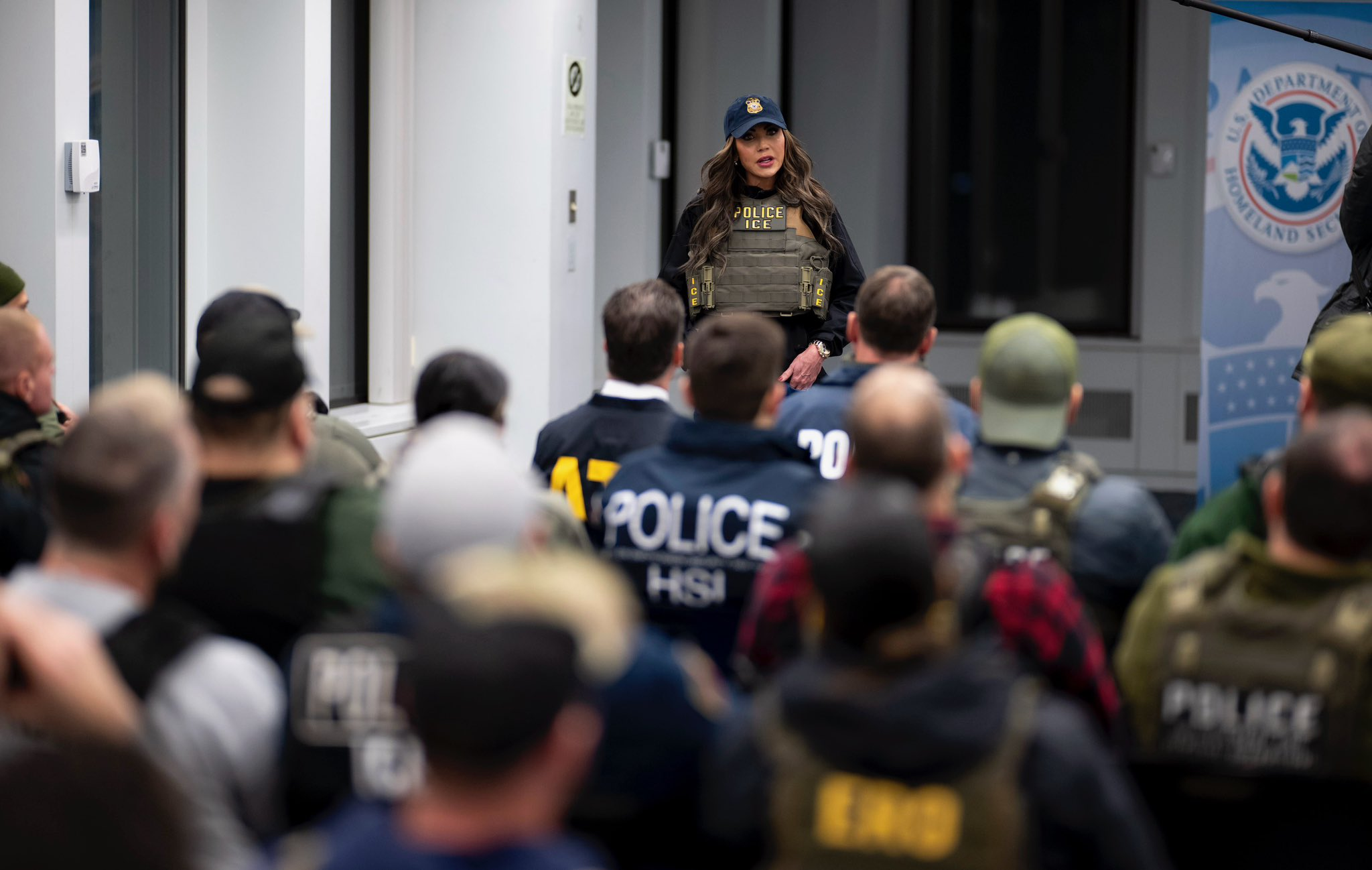
La secretaria de Departamento de Seguridad Nacional, Kristi Noem, lidera una redada antiinmigración del ICE en Nueva York, enero de 2025.

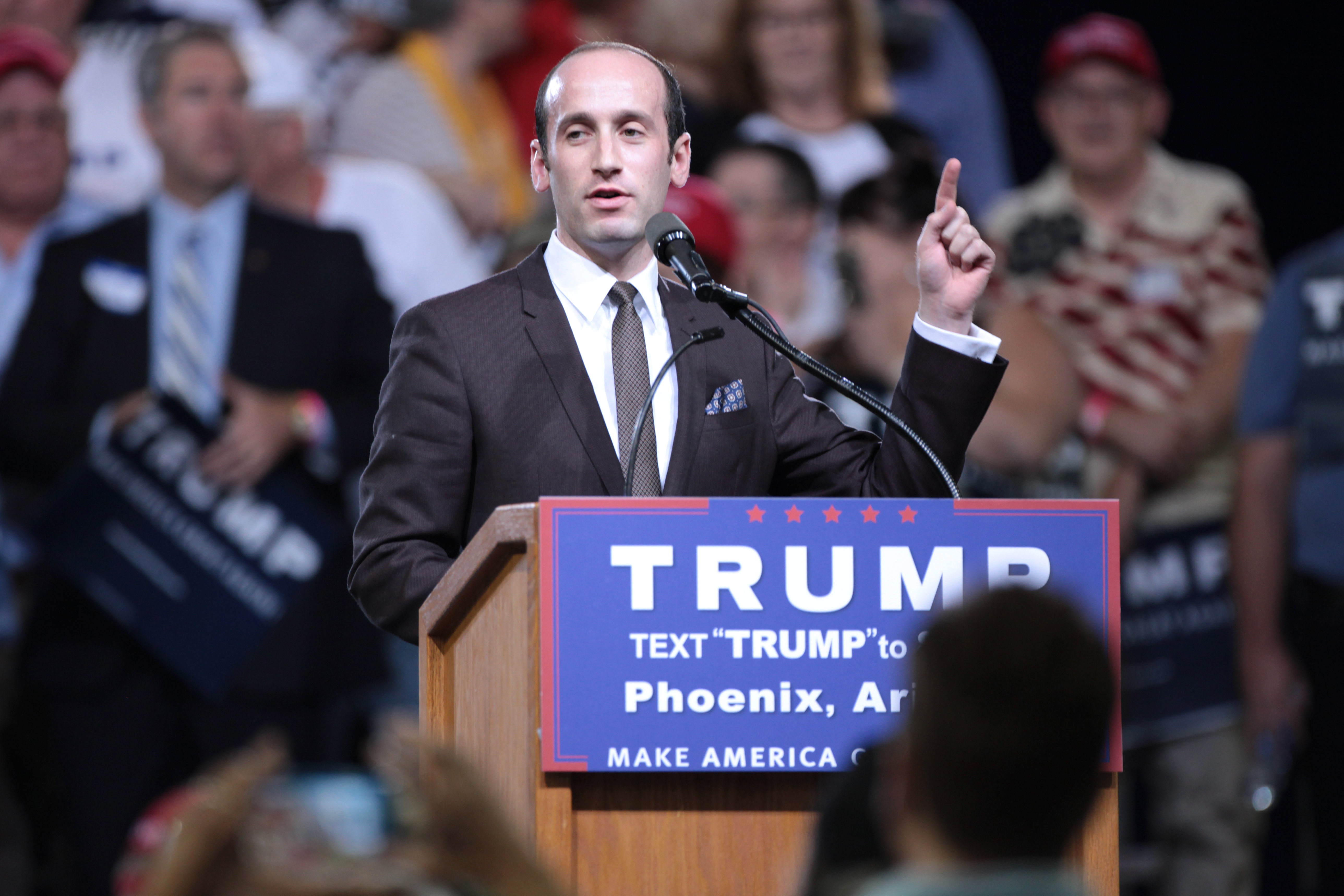
Stephen Miller, uno de los principales arquitectos del Proyecto 2025 y la operación, quien será el futuro asesor de Seguridad Nacional para el presidente Trump.

El 11 de octubre de 2024, Donald Trump anunció que planeaba implementar una iniciativa de deportación masiva, y el entonces candidato presidencial declaró: «Enviaremos escuadrones de élite de ICE, la Patrulla Fronteriza y agentes federales encargados de hacer cumplir la ley para cazar, arrestar y deportar a todos los miembros de pandillas de inmigrantes irregulares hasta que no quede ni uno solo en este país… Y si regresan a nuestro país, se les dará una sentencia automática de 10 años de cárcel sin posibilidad de libertad condicional.» Las personas encargadas de liderar el operativo serán Stephen Miller, el colaborador del Proyecto 2025, y Tom Homan, exdirector de ICE.
El plan está inspirado en la Operation Wetback. Al igual que el Proyecto 2025, el operativo exige el uso de fuerzas militares para participar en esfuerzos de deportación, sugiriendo el uso de tropas para hacer cumplir las deportaciones en ciudades santuario. Para reforzar la operación entre los funcionarios locales y estatales que puedan estar en oposición, los funcionarios de Trump han afirmado que arrestarán a quienes alberguen a inmigrantes irregulares y retendrán la financiación federal a los gobiernos que desobedezcan las órdenes federales. La administración Trump también planeó eliminar las restricciones impuestas a ICE, permitiendo a los agentes detener a personas en escuelas, hospitales e iglesias e incluso durante eventos como funerales y matrimonios. Durante su entrevista tras ser nombrado persona del año por la revista Time, a Trump le señalaron que la Ley Posse Comitatus le impedía desplegar militares contra civiles. Trump refutó diciendo: «no detiene a los militares si se trata de una invasión de nuestro país, y yo lo considero una invasión de nuestro país… llegaré hasta el nivel máximo que permita la ley.»
Muchos críticos señalan que está dirigido hacia la comunidad de hispanos debido a que los inmigrantes irregulares provenientes de países de Europa (como Ucrania, Polonia, Bielorrusia y Rusia), han manifestado «pasar desapercibidos» y no ser sometidos al mismo nivel de escrutinio que aquellos de origen hispano, de igual forma muchos inmigrantes irregulares provenientes de Asia, y Oriente Medio coinciden en que no se sienten particularmente amenazados o inseguros, a diferencia de los hispanos.
Se expresaron preocupaciones sobre la posibilidad de revocar el estatus de protección temporal (TPS) de cubanos, haitianos, nicaragüenses y venezolanos. También se ha propuesto que los inmigrantes irregulares que asesinen a cualquier ciudadano estadounidense sean condenados a la pena de muerte.
El 29 de enero de 2025, Donald Trump anunció que firmaría una orden para que los Departamentos de Defensa y Seguridad Nacional construyeran las instalaciones necesarias para albergar a más de 30 000 inmigrantes ilegales en el centro de detención de Guantánamo.

### Deportaciones

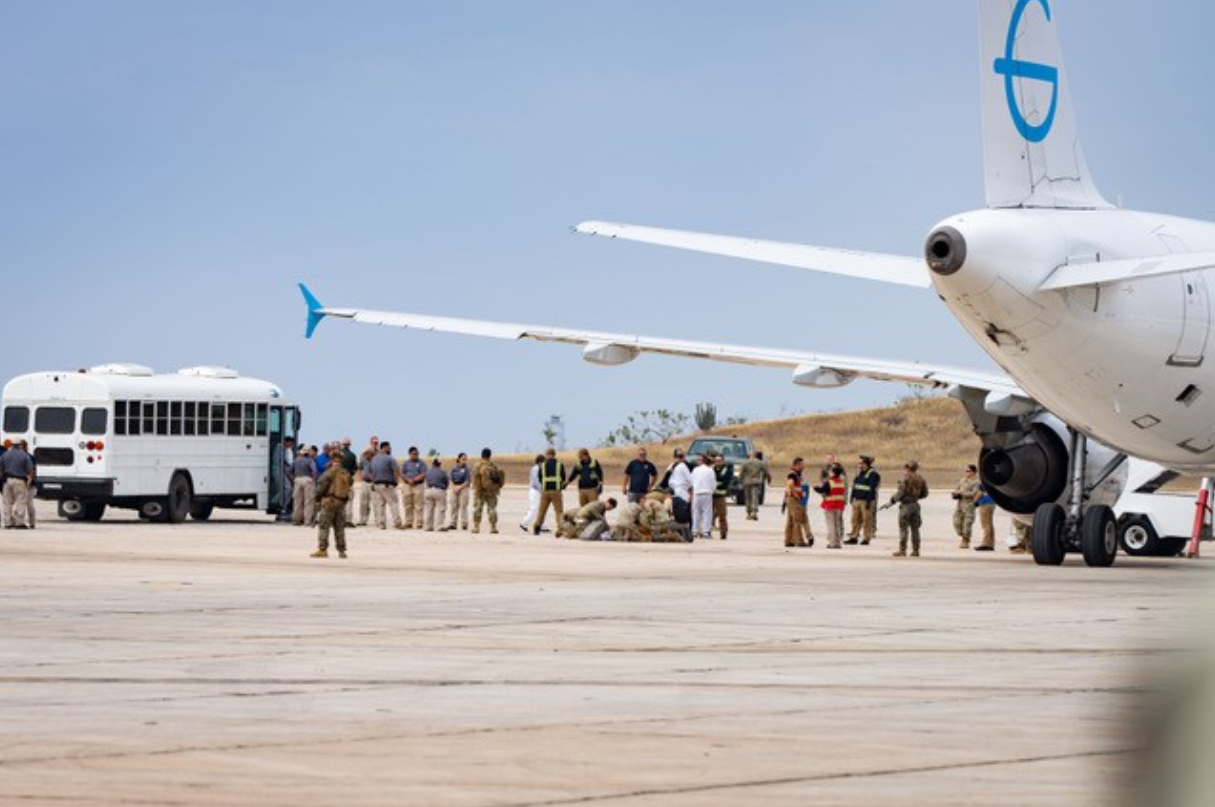
Venezolanos deportados de Estados Unidos transportados de Guantánamo a Honduras para su recogida por el gobierno venezolano

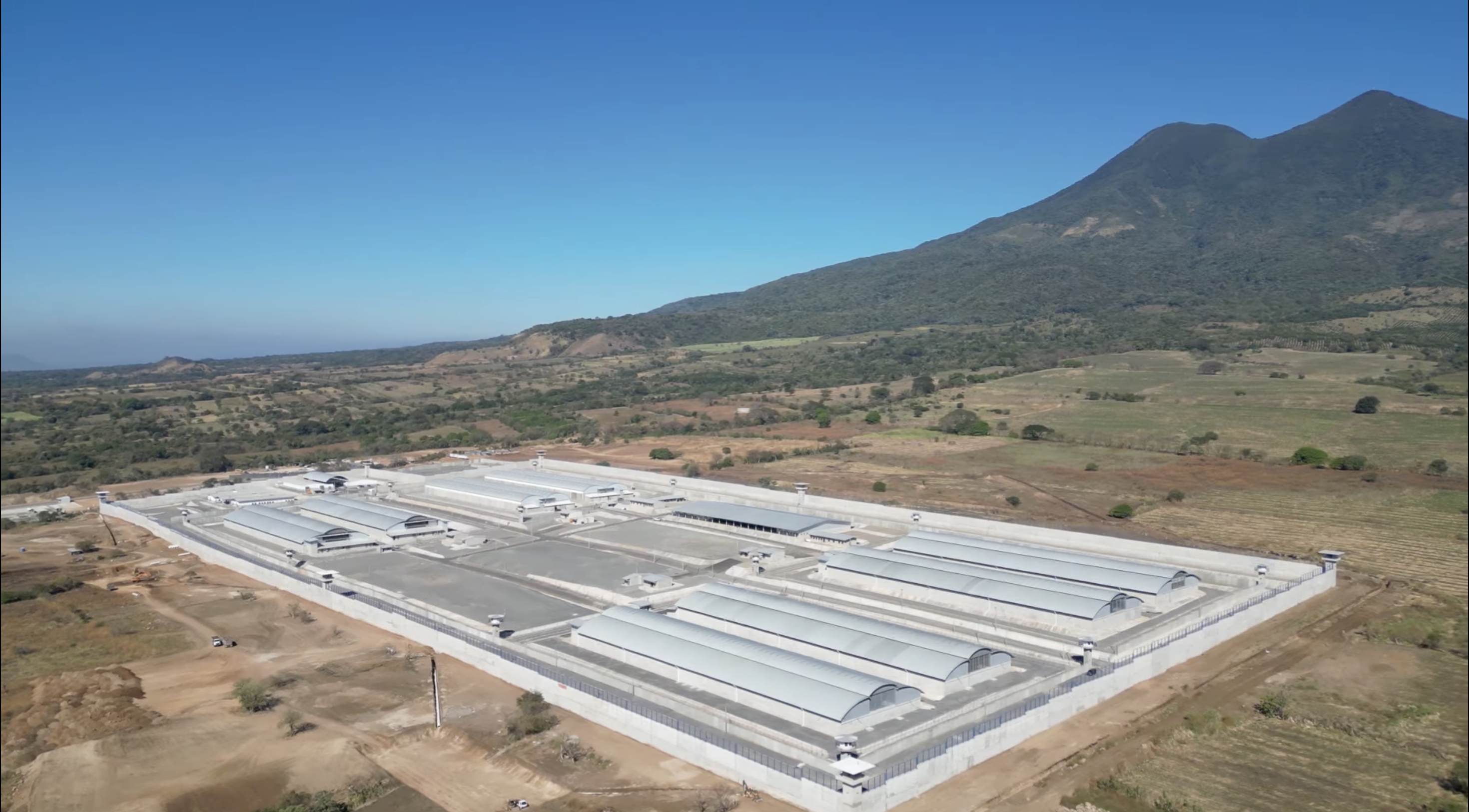
Centro de Confinamiento del Terrorismo de El Salvador, donde fueron recluidos los deportados desde Estados Unidos.

En los primeros 50 días de Trump, del 20 de enero al 10 de marzo, ICE realizó 32.809 arrestos, según funcionarios de la agencia. El desglose de esas detenciones incluye:
- 14.111 eran criminales convictos
- 9.980 tenían cargos penales pendientes
- 8.718 tenían otras infracciones de inmigración

Durante el primer mes de mandato de Trump, 37.660 personas fueron deportadas incluyendo expulsiones y devoluciones.
El 15 de marzo de 2025, la administración Trump deportó al menos 238 venezolanos hacia El Salvador en tres vuelos, donde fueron encarcelados, acusándolos de pertenecer a la banda criminal del Tren de Aragua y basándose en la Ley de Enemigos Extranjeros de 1798, una ley poco conocida de tiempos de guerra. Los deportados fueron identificados por detalles como hasta por un tatuaje, una oreja, el cuello, o la forma en la que tenían afeitada la cabeza. Sus familiares han rechazado las acusaciones de que pertenezcan a bandas criminales.
Mientras dos aviones estaban en el aire y antes de que el tercero despegara, un juez federal ordenó detener la deportación y que los vuelos regresaran. La Casa Blanca ignoró la orden. Posteriormente, la Corte Suprema de los Estados Unidos avaló el uso de la Ley de Enemigos Extranjeros para deportar extranjeros. Al aterrizar los vuelos el presidente de El Salvador, Nayib Bukele, se burló de la decisión escribiendo en redes sociales: «Uy… demasiado tarde».
En El Salvador, los deportados recluidos en el Centro de Confinamiento del Terrorismo (CECOT). Ni el gobierno estadounidense ni el salvadoreño ofrecieron detalles ni pruebas que respaldaran sus afirmaciones de que los deportados habían sido acusados de delitos o tenían conexiones con alguna banda criminal. Luego de la deportación, la administración Trump admitió en documentos judiciales que varios de los deportados no tenían antecedentes penales en los Estados Unidos. Una fuente del Departamento de Estado de Estados Unidos, que prefirió permanecer en el anonimato por temor a represalias, afirmó que los detenidos quizá nunca tendrían juicio y que podían morir en prisión. Uno de los deportados, el salvadoreño Kilmar Armando Ábrego García, fue «deportado por error».

## Protestas opositoras

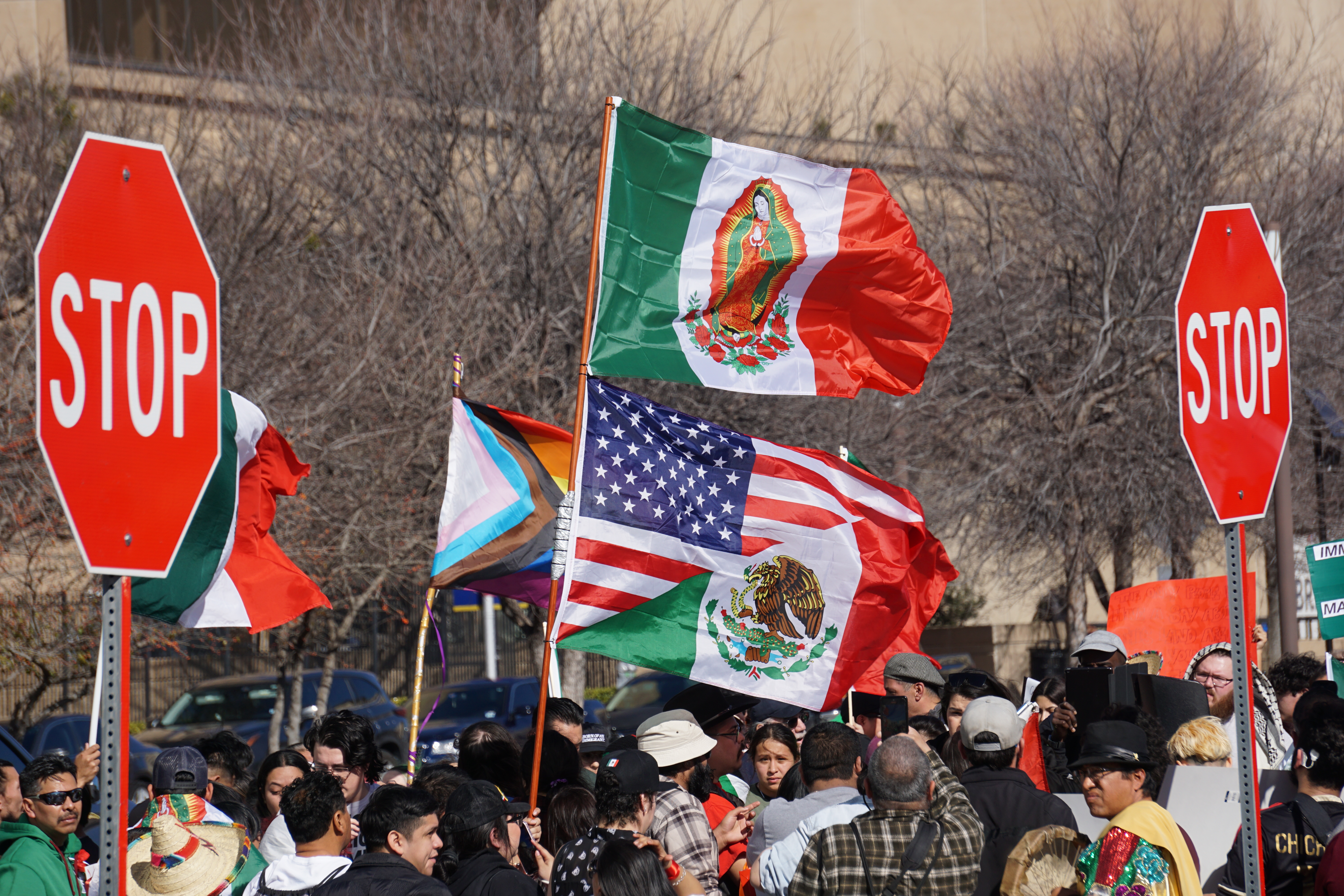
Protesta contra la deportación masiva en Dallas el 2 de febrero de 2025

En todo el país surgieron manifestaciones contra las políticas de control de inmigración reforzadas bajo la administración Trump y la creciente actividad del ICE. Hubo manifestaciones en Texas, Indiana, Alabama, Carolina del Sur, en California, principalmente en áreas metropolitanas como Los Ángeles. Una protesta celebrada en Charleston condujo al arresto y detención de siete manifestantes por reunirse en un grupo de más de 25 personas sin permiso.
Durante ese lapso de tiempo, usuarios de origen hispanoamericano por medio de las redes sociales empezaron a hacer una especie de «boicot» en contra de empresas estadounidenses que estarían siendo acusadas de «apoyar de cierta manera a la deportación masiva de inmigrantes irregulares brindando información sobre sus empleados con ese estatus», entre los casos más sonados estarían Coca-Cola, Target y Walmart.

## Reacciones
El periódico español El País afirmó que Trump estaba intentando usar la xenofobia para promover la deportación de inmigrantes. Algunos grupos locales de defensa de los derechos de los inmigrantes también han proporcionado información a los migrantes sobre sus derechos legales y cómo responder ante cualquier conflicto potencial.
Según el American Immigration Council (AIC), asumiendo que veinte por ciento de los inmigrantes irregulares se auto-deportaría, el costo total de la operación sería casi un billón de dólares en una década. El grupo también afirmó que la operación de deportación masiva podría ser perjudicial para el PIB de Estados Unidos si se implementa en su totalidad.
Colombia ante esta situación, Gustavo Petro negó temporalmente la autorización de aterrizaje de dos vuelos militares de Estados Unidos con inmigrantes deportados en suelo colombiano. Como respuesta, Donald Trump amenazó con imponer una serie de sanciones contra Colombia como el incremento en los aranceles de importaciones provenientes de dicho país y el congelamiento del trámite de visas para colombianos. Sin embargo, la crisis pudo ser resuelta en menos de 24 horas.
Ante las intenciones del presidente Donald Trump trasladar los migrantes irregulares a la Base Naval de Guantánamo el presidente de Cuba advirtió su preocupación por la presencia militar en el territorio. El 26 de febrero la población de la provincia se concentró para la tribuna antiimperialista la cual rechazaba esta posición.